# Kuragund, Sampgaon
Kuragund là một làng thuộc tehsil Sampgaon, huyện Belgaum, bang Karnataka, Ấn Độ.